# A Voz de Vilalba
A Voz de Vilalba (en castellano: La Voz de Villalba) fue un periódico editado en Villalba (Lugo, Galicia, España) entre 1983 y 1986. Contó con veintisiete números y varios especiales, y una tirada media de quinientos ejemplares. Llegó a tener entre sus suscriptores a personajes tan importantes como el galleguista Ramón Piñeiro, el historiador Ramón Villares, el político Manuel Fraga Iribarne, el jugador del Deportivo de La Coruña Vicente Celeiro o el Cardenal Antonio María Rouco Varela.
En 2007 la Universidad Rey Juan Carlos, de Madrid, y el Instituto de Estudos Chairegos, de Villalba, sacaron a la luz, con el patrocinio de la Consejería de Innovación e Industria a través de la Sociedade de Xestión do Xacobeo, la edición completa en facsímil del periódico. El volumen, prologado por Ramón Villares, presidente del Consello da Cultura Galega, y presentado por el profesor y presidente del Iescha, José-Luís Novo Cazón, contiene un amplio estudio introductorio elaborado por el profesor Felipe R. Debasa Navalpotro, de la URJC, el filósofo Antón Baamonde, el diputado provincial Xosé González Barcia y los antiguos redactores de la publicación, Moncho Paz, Paulo Naseiro y Mario Paz González. Su espíritu fue recuperado en versión digital (www.avozdevilalba.com).

## Historia
La fecha de su fundación (29 de junio de 1983) viene casi a coincidir con la aprobación en el Parlamento de Galicia de la Ley de Normalización Lingüística, que tuvo lugar ese mismo mes unos días antes, concretamente el 15 de junio. El dato no es casual si tenemos en cuenta que, desde el mismo momento de su aparición, A Voz de Vilalba se convertiría en un símbolo, entre otros, de cómo el uso normalizado de una lengua puede extenderse a todos los ámbitos de la cotidianidad, y no solo circunscribirse, de un modo diglósico, a un terreno vinculado exclusivamente a lo tradicional. 
A esta consolidación de la publicación como un pequeño referente en la tarea de construcción de un ambiente cultural propicio y de unas señas de identidad propias y necesarias para la comunidad en aquellos años de transición política, contribuyó, sin duda, la Exposición de Prensa Mundial llevada a cabo por sus redactores con la colaboración del coruñés Xosé Sánchez Domínguez en el verano de 1985 y que alcanzó una enorme repercusión haciéndose eco de ella diversos medios gallegos.
Es preciso señalar, como dato de interés, que los tres fundadores del periódico (Moncho Paz, Paulo Naseiro y Mario Paz González) contaban en 1983 solamente con once y doce años, inusitada precocidad que los convertiría, en palabras del profesor de la Universidad Rey Juan Carlos, de Madrid, Felipe R. Debasa en, “probablemente, los más jóvenes editores registrados en la Biblioteca Nacional de España”.